# Deutsch-Asiatische Bank

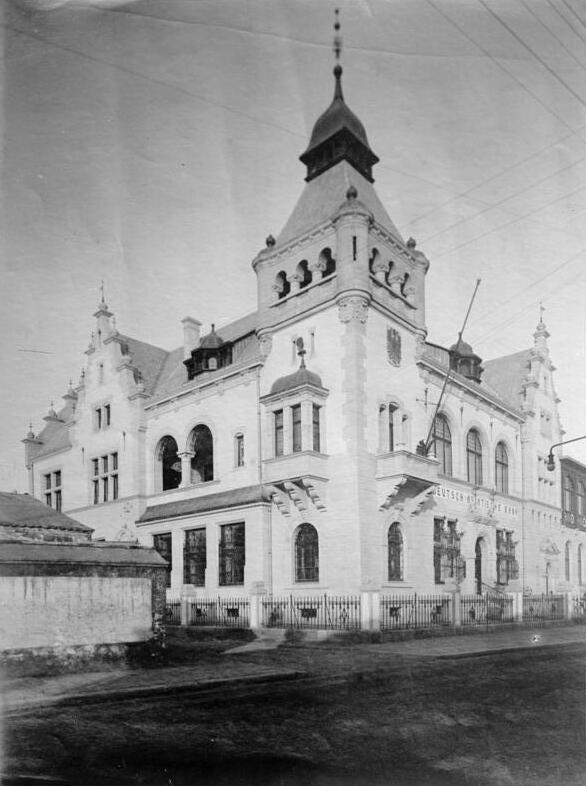
Filiale de la Deutsch-Asiatische Bank à Pékin, en 1910

La Deutsch-Asiatische Bank (en français : « banque germano-asiatique ») est une banque de commerce allemande qui fut fondée en 1889 à Shanghai, avec un capital de cinq millions de taëls de Shanghai. Elle joua un grand rôle dans le financement du chemin de fer en Chine, à l'instar des banques britanniques et françaises, et dans l'émission des emprunts d'État chinois.

## Historique
La banque fut créée avec l'aide la Deutsche Bank et d'un consortium de banques comme la Darmstädter Bank, la Bleichröder, la banque Rothschild, la Bayerische Hypothekenbank, et d'autres. Son siège était à Shanghai. Elle ouvrit au fil des ans, des filiales à Tientsin (1890), Calcutta (1895), Hankéou (1897), Tsingtao (1897), ville principale du protectorat allemand de Kiautschou, à Hong Kong (1900), Yokohama (1905), Kobé (1906), Singapour (1906), Pékin (1910), Canton (1910) et Tsinan (1914).
Elle reçut le droit en 1906 d'émettre ses propres billets de banque en Chine. Son activité cessa pendant la Première et la Seconde Guerre mondiales. Elle a redémarré ses activités en 1953 à Hambourg, grâce à des banques partenaires, sous le nom d'« Europäisch-Asiatische Bank » qui a anglicisé son nom en 1972, devenant l'« European Asian Bank ». Elle a fusionné avec la Deutsche Bank en 1987-1988.